# Siegfried Fischer-Fabian
Pour les articles homonymes, voir Fischer et Fabian.
Siegfried Fischer-Fabian (né le 22 septembre 1922 à Bad Elmen près de Magdebourg et mort à Berg le 16 novembre 2011) est un historien, journaliste et auteur allemand.

## Biographie
Il passe les premières années de sa vie sur les bords de la Spree, avant de faire son Gymnasium à Königsberg. Il fait ses études à l'Université de Heidelberg et son doctorat à Berlin.
D'abord journaliste international, il se consacre ensuite exclusivement à l'écriture. En 1975 il écrit le livre à succès Die ersten Deutschen – Der Bericht über das rätselhafte Volk der Germanen (Les premiers Allemands - Exposé sur le peuple mystérieux des Germains). Il écrit également Herrliche Zeiten (Temps glorieux) sur l'Histoire de la Prusse et les règnes des Guillaumes.
Il s'intéresse particulièrement dans ses livres aux personnalités historiques, qu'il essaie de présenter au lecteur à la fois de manière divertissante et compétente. Ses livres sont parus en 12 langues.
Fischer-Fabian vivait dernièrement dans les environs du Lac de Starnberg et travaillait sur son 48e livre : Auch Sie kommen darin vor.

## Œuvres
- Die ersten Deutschen – Über das rätselhafte Volk der Germanen
- Preußens Gloria – Der Aufstieg eines Staates
- Die deutschen Cäsaren – Triumph und Tragödie der Herrscher des Mittelalters (auch Die deutschen Kaiser)
- Preußens Krieg und Frieden – Der Weg ins Deutsche Reich
- Herrliche Zeiten – Die Deutschen und ihr Kaiserreich
- Um Gott und Gold – Columbus entdeckt eine neue Welt
- Karl der Große – Der erste Europäer
- Die Macht des Gewissens – Von Sokrates bis Sophie Scholl
- Ritter, Tod und Teufel – Die Deutschen im späten Mittelalter
- Alexander der Große – Der Traum vom Frieden der Völker
- Christoph Columbus – Entdecker einer neuen Welt
- Deutschland kann lachen – Von Bayern, Berlinern, Sachsen und anderen Germanen
- Vergeßt das Lachen nicht – Der Humor der Deutschen
- Sie veränderten die Welt – Lebensbilder aus der deutschen Geschichte
- Sie verwandelten die Welt – Lebensbilder berühmter deutscher Frauen
- Der Jüngste Tag – Die Deutschen im späten Mittelalter
- Aphrodite ist an allem Schuld
- Ein Hauch von Seligkeit – Die Frauen großer Dichter
- Keine Träne für Apoll

## Sources
- (de) Cet article est partiellement ou en totalité issu de l’article de Wikipédia en allemand intitulé « S. Fischer-Fabian » (voir la liste des auteurs).

1. ↑  (de) « l'historien Siegfried Fischer-Fabian a 85 ans » (consulté le 27 février 2011)